# 원미구

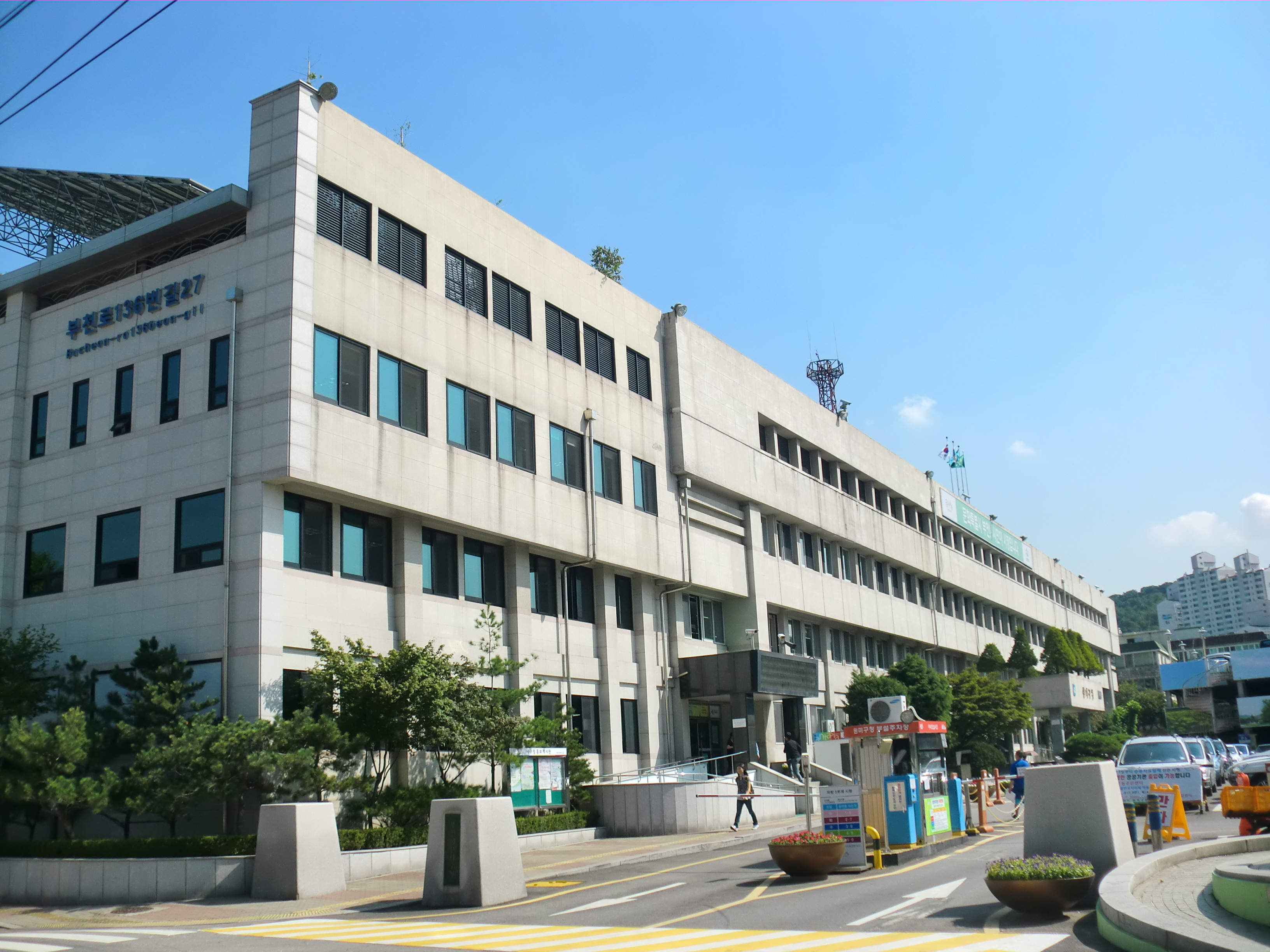
원미구청 청사

원미구(遠美區)는 부천시 중부에 위치한 구이다. 구의 이름은 구청소재지인 원미동의 원미산에서 따왔고, 중동신도시와 상동택지지구가 조성되어 있다. 서울 지하철 7호선이 지나며, 남쪽으로는 수도권 전철 1호선(경인선)이 소사구와의 경계이다. 동쪽으로는 서울특별시 구로구와, 서쪽으로는 인천광역시 부평구와 접한다.
2016년 7월 부천시가 책임읍면동제를 실시하면서 부천시의 모든 일반구가 폐지되었고, 이때 원미구도 함께 폐지되었다가 2024년 1월 1일에 다시 설치되었다.

## 역사
- 조선시대 부평도호부(부평군) 석천면, 옥산면
- 1899년 경인선 철도 개통. 한국 최초의 기차역인 소사역(지금의 부천역) 개통.
- 1914년 부천군 계남면(석천면과 옥산면 통합)
- 1931년 부천군 소사면
- 1941년 부천군 소사읍
- 1973년 부천시 승격
- 1988년 1월 1일 구제(區制)가 실시되어 부천시 중구를 설치하였다.[4]
- 1993년 2월 1일 중구를 원미구로 개칭하고, 종전 남구에서 경인선 이북 지역이었던 역곡동, 소사동 일부, 중동, 상동, 송내동 일부를 편입하였으며, 오정구를 분구하였다.[5]
- 2003년 6월 9일 상1동을 상1동, 상2동, 상3동으로 분동하였다.[6]
- 2016년 7월 4일 책임읍면동제 시행으로 인하여 원미구가 폐지되었다.
- 2024년 1월 1일 부천시 원미구를 재설치하였다.

## 행정 구역

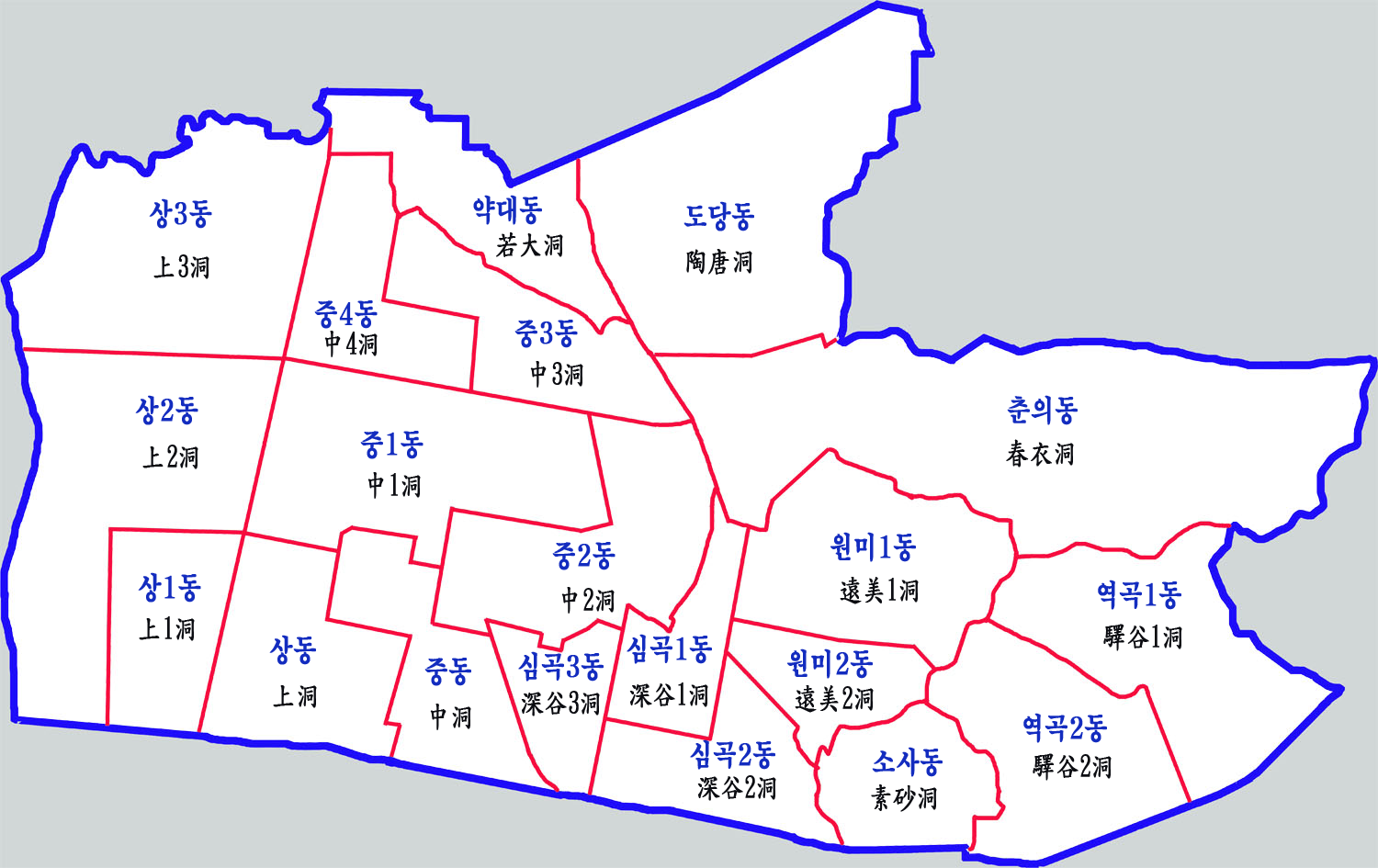
원미구 행정구역

오후의 부천 원미구

저녁의 부천 원미구

면적은 부천시청에서 제공하는 통계 자료에 근거하며, 인구와 세대는 2024년 1월 31일 주민등록 기준이다.
| 행정동  | 한자    | 면적 (km2) | 인구    | 세대    |
| ------- | ------- | ---------- | ------- | ------- |
| 심곡1동 | 深谷1洞 | 0.44       | 12,039  | 6,474   |
| 심곡2동 | 深谷2洞 | 0.64       | 18,289  | 11,241  |
| 심곡3동 | 深谷3洞 | 0.39       | 11,072  | 5,516   |
| 원미1동 | 遠美1洞 | 1.11       | 16,756  | 7,645   |
| 원미2동 | 遠美2洞 | 0.39       | 11,553  | 5,573   |
| 소사동  | 素砂洞  | 0.55       | 6,143   | 3,172   |
| 역곡1동 | 驛谷1洞 | 1.19       | 16,487  | 6,904   |
| 역곡2동 | 驛谷2洞 | 1.04       | 17,047  | 7,774   |
| 춘의동  | 春衣洞  | 2.92       | 13,852  | 6,716   |
| 도당동  | 陶唐洞  | 1.99       | 20,651  | 9,089   |
| 약대동  | 若大洞  | 0.70       | 17,357  | 6,889   |
| 중동    | 中洞    | 0.70       | 21,966  | 9,546   |
| 중1동   | 中1洞   | 1.41       | 40,680  | 18,997  |
| 중2동   | 中2洞   | 0.99       | 29,776  | 11,214  |
| 중3동   | 中3洞   | 0.80       | 22,309  | 10,094  |
| 중4동   | 中4洞   | 0.65       | 17,539  | 8,289   |
| 상동    | 上洞    | 0.86       | 17,829  | 8,099   |
| 상1동   | 上1洞   | 0.57       | 23,996  | 10,086  |
| 상2동   | 上2洞   | 1.77       | 28,354  | 10,349  |
| 상3동   | 上3洞   | 1.45       | 30,150  | 10,727  |
| 원미구  | 遠美區  | 20.58      | 393,826 | 174,404 |

## 인구
부천시 원미구의 연도별 인구(내국인) 추이
| 연도   | 총인구    |  |
| ------ | --------- |  |
| 1995년 | 384,166명 |  |
| 2000년 | 380,360명 |  |
| 2005년 | 433,046명 |  |
| 2010년 | 436,792명 |  |
| 2015년 | 440,396명 |  |

## 교육 기관
- 사립대학교

|  | - 가톨릭대학교 성심교정 |

- 사립전문대학

|  | - 부천대학 |

- 고등학교

|  | - 부천정보산업고등학교 - 경기국제통상고등학교 - 경기예술고등학교 - 부천여자고등학교 | - 소명여자고등학교 - 부천북고등학교 - 계남고등학교 - 원미고등학교 | - 부명고등학교 - 심원고등학교 - 상동고등학교 - 상원고등학교 | - 상일고등학교 - 중원고등학교 - 중흥고등학교 - 도당고등학교 | - 역곡고등학교 |

- 중학교

|  | - 계남중학교 - 부명중학교 - 부인중학교 | - 부천부곡중학교 - 부천북중학교 - 부천북여자중학교 | - 부천중학교 - 부천부흥중학교 - 상일중학교 | - 심원중학교 - 중원중학교 - 중흥중학교 | - 소명여자중학교 |

- 초등학교

|  | - 계남초등학교 - 도당초등학교 - 부명초등학교 | - 부인초등학교 - 부천동초등학교 - 부천서초등학교 | - 부천신흥초등학교 - 부천북초등학교 - 부흥초등학교 | - 상도초등학교 - 상동초등학교 - 상원초등학교 | - 상일초등학교 - 약대초등학교 - 원미초등학교 | - 중원초등학교 - 중흥초등학교 - 심원초등학교 | - 옥산초등학교 |

- 특수학교

|  | - 부천상록학교 |

## 주요 시설

### 도서관
- 중앙도서관
- 북부도서관
- 꿈빛도서관
- 책마루도서관
- 해밀점자도서관

### 경찰서
- 부천원미경찰서

### 소방서
- 부천소방서

### 기타
- 복사골문화센터
- 부천시민회관
- 부천종합운동장
- 부천체육관
- 아인스월드
- 웅진플레이도시
- 한국만화박물관
- 원미구청

## 교통 시설

### 철도
- 한국철도공사

- 경인선 (● 수도권 전철 1호선)

(서울 구로구) ← 역곡역 → (소사구)
급행정차역 : 역곡역
- 서해선(● 수도권 전철 서해선)

(오정구) ← 부천종합운동장역 → (소사구)
- 인천교통공사

- ● 서울 지하철 7호선

(서울 구로구) ←까치울역 - 부천종합운동장역 - 춘의역 - 신중동역 - 부천시청역 - 상동역 → (인천 부평구)

### 버스
- 부천터미널 소풍

## 문화·관광
- 부천 판타스틱스튜디오

## 같이 보기
- 부천시
- 오정구
- 소사구